# Sorgues (Vaucluse)
Sorgues é uma comuna francesa na região administrativa da Provença-Alpes-Costa Azul, no departamento de Vaucluse. Estende-se por uma área de 33,4 km². Em 2010 a comuna tinha 19 035 habitantes (densidade: 569,9 hab./km²).